# Aleksander Klukowski
Aleksander Klukowski (ur. 11 stycznia 1891 w maj. Dobromil) – major piechoty Wojska Polskiego, działacz niepodległościowy.

## Życiorys
Urodził się 11 stycznia 1891 w majątku Dobromil, w ówczesnym powiecie lidzkim guberni wileńskiej. Do Wojska Polskiego został przyjęty z byłych Korpusów Wschodnich i byłej armii rosyjskiej. Służył w 76 pułku piechoty w Grodnie.
27 stycznia 1930 został mianowany majorem ze starszeństwem z 1 stycznia 1930 i 93. lokatą w korpusie oficerów piechoty. W marcu tego roku został przeniesiony do 81 pułku piechoty w tym samym garnizonie na stanowisko kwatermistrza. W grudniu 1932 został przesunięty na stanowisko dowódcy baonu, a we wrześniu 1933 przeniesiony do Powiatowej Komendy Uzupełnień Postawy na stanowisko komendanta. W marcu 1934 został zwolniony z zajmowanego stanowiska i oddany do dyspozycji dowódcy Okręgu Korpusu Nr III, a z dniem 31 lipca tego roku przeniesiony w stan spoczynku.

## Ordery i odznaczenia
- Krzyż Walecznych trzykrotnie[15][16]
- Medal Niepodległości – 25 stycznia 1933 „za pracę w dziele odzyskania niepodległości”[17][2][18]
- Krzyż Zasługi Wojsk Litwy Środkowej – 3 marca 1926[19][20]
- Medal Zwycięstwa[21]